# Dolores Castillo (saltadora)
Dolores Castillo es una deportista guatemalteca que compitió en saltos de trampolín. Ganó una medalla de bronce en los Juegos Panamericanos de 1951, en la prueba individual.

## Palmarés internacional
| Juegos Panamericanos | Juegos Panamericanos     | Juegos Panamericanos | Juegos Panamericanos |
| Año                  | Lugar                    | Medalla              | Prueba               |
| -------------------- | ------------------------ | -------------------- | -------------------- |
| 1951                 | Buenos Aires (Argentina) | Medalla de bronce    | Trampolín 3 m        |